# Panagiōtīs Louka
Panagiōtīs Louka (in greco Παναγιώτης Λουκά?; Nicosia, 8 settembre 2000) è un calciatore cipriota, attaccante del Nea Salamis.

## Carriera

### Club
Nella stagione 2019-2020 ha giocato in prestito al Sereď, club della massima serie slovacca, disputando 12 partite in campionato. Il 17 settembre 2020 è stato acquistato a titolo definitivo dal Carsko Selo, formazione militante nella massima serie bulgara. Nel 2022, dopo aver giocato 3 partite in Serie D con i veneti dell'Ambrosiana nel 2021, è invece tornato in patria all'Achyrōnas Liopetriou.

### Nazionale
Ha giocato con le nazionali cipriote Under-17 ed Under-19; tra il 2019 ed il 2021 ha inoltre giocato 8 partite in Under-21, 6 delle quali nelle qualificazioni agli Europei di categoria.

## Statistiche

### Presenze e reti nei club
Statistiche aggiornate al 9 luglio 2022.
| Stagione        | Squadra         | Campionato      | Campionato | Campionato | Coppe nazionali | Coppe nazionali | Coppe nazionali | Coppe continentali | Coppe continentali | Coppe continentali | Altre coppe | Altre coppe | Altre coppe | Totale | Totale |
| Stagione        | Squadra         | Comp            | Pres       | Reti       | Comp            | Pres            | Reti            | Comp               | Pres               | Reti               | Comp        | Pres        | Reti        | Pres   | Reti   |
| --------------- | --------------- | --------------- | ---------- | ---------- | --------------- | --------------- | --------------- | ------------------ | ------------------ | ------------------ | ----------- | ----------- | ----------- | ------ | ------ |
| 2019-2020       | Sereď           | SL              | 12         | 0          | CS              | 3               | 1               |                    | -                  | -                  |             | -           | -           | 15     | 1      |
| 2020-2021       | Carsko Selo     | 1L              | 18+4       | 1+0        | CB              | 2               | 0               |                    | -                  | -                  |             | -           | -           | 24     | 1      |
| 2021-gen. 2022  | Ambrosiana      | D               | 3          | 0          | CI-D            | 2               | 0               |                    | -                  | -                  |             | -           | -           | 5      | 0      |
| Totale carriera | Totale carriera | Totale carriera | 37         | 1          |                 | 7               | 1               |                    | -                  | -                  |             | -           | -           | 44     | 2      |

## Palmarès

### Club

#### Competizioni giovanili
- Campionato Primavera 1: 1

Atalanta: 2018-2019